# Acacia cincinnata
Acacia cincinnata — вид квіткових рослин з родини бобових. Ареал: Австралія (Квінсленд).

## Екологія
Росте вздовж окраїн тропічного лісу у вологих частинах плато Атертон, хребта Еунгелла та прилеглого узбережжя, а також у районах із великою кількістю опадів між Меріборо та Брісбеном. Дерево також зустрічається вздовж берегів річок і у відкритих евкаліптових лісових спільнотах, які зазвичай ростуть на піщаних ґрунтах над гранітом.

## Біоморфологічна характеристика

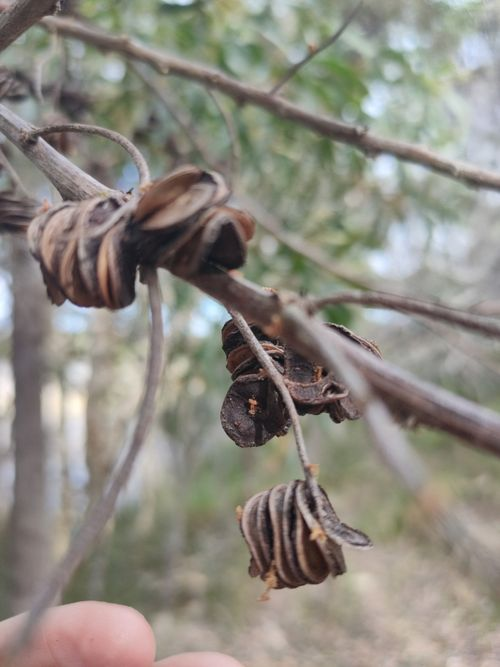

Зазвичай це невелике дерево висотою від 5 до 25 м із зареєстрованим діаметром 60 см. Він має борознисту й лускату кору від темно-сірого до чорного кольору. Товсті й кутасті, злегка запушені гілочки блідо-коричнево-сірого кольору. Плоскі вічнозелені філодії мають серпувату вузькоеліптичну форму, яка поступово звужується до вершини та основи. Вони мають довжину від 10 до 16 см і ширину від 11 до 30 мм з трьома головними помітними жилками. Дерево цвіте з травня по червень, утворюючи жовті суцвіття.